# Xavier Gigandet
Xavier Gigandet (* 15. August 1966 in Yvorne) ist ein ehemaliger Schweizer Skirennfahrer. Er war auf die Disziplinen Abfahrt und Super-G spezialisiert.

## Biografie
Zu Beginn seiner Karriere wurde Gigandet bei FIS-Rennen und im Europacup eingesetzt. In der Saison 1987/88 entschied er die Europacup-Abfahrtswertung für sich. Die ersten Weltcuppunkte holte er 20. März 1989, als er in der Kombinationswertung von Åre den neunten Platz belegte. Am 17. Januar 1992 fuhr er in der Hahnenkammabfahrt in Kitzbühel auf Platz 3; dies war der erste von insgesamt zwei Podestplätzen. Gigandet fuhr im Weltcup zwar regelmässig unter die besten zehn, zu einem Sieg reichte es aber nie. Bei den Olympischen Winterspielen 1992 wurde er Achter in der Kombination. Seine beste Weltcup-Platzierung erzielte er am 16. Dezember 1995, als er auf der Saslong in Gröden Zweiter wurde.
Ende der Saison 1997/98 trat Gigandet vom Spitzensport zurück. Das Angebot von Swiss-Ski, als Juniorentrainer tätig zu werden, schlug er aus. Stattdessen übernahm er zusammen mit seinen drei Geschwistern das Unternehmen des Vaters, eine mechanische Werkstätte für landwirtschaftliche Maschinen.

## Erfolge

### Olympische Spiele
- Albertville 1992: 8. Kombination, 15. Abfahrt

### Weltmeisterschaften
- Saalbach-Hinterglemm 1991: 13. Kombination
- Sierra Nevada 1996: 10. Abfahrt

### Weltcup
- Saison 1991/92: 8. Abfahrtswertung
- Saison 1995/96: 6. Abfahrtswertung
- 2 Podestplätze, 20 weitere Platzierungen unter den besten zehn

### Europacup
- Saison 1987/88: 1. Abfahrtswertung
- Saison 1988/89: 5. Abfahrtswertung

### Weitere Erfolge
- Schweizer Meister in der Kombination 1990